# Il marito è mio e l'ammazzo quando mi pare
Il marito è mio e l'ammazzo quando mi pare (en italià El marit és meu i el mato quan em sembla) és una pel·lícula de comèdia italiana del 1967 dirigida per Pasquale Festa Campanile i protagonitzada per Catherine Spaak, Hugh Griffith i Hywel Bennet.

## Sinopsi
Per a poder casar-se, dos joves amants, Allegra i Leonarde decideixen desfer-se de l'ancià marit de la dona, Ignazio. Els mitjans emprats seran cadascun més més surrealista, sense que sembli fer cap efecte.

## Repartiment
- Catherine Spaak: Allegra
- Hywel Bennett: Leonardo
- Paolo Stoppa: Spernanzoni
- Hugh Griffith: Ignazio
- Gianni Magni
- Francesco Mulè: Costanzo
- Vittorio Caprioli: Spinelli
- Pina Cei: Paolina
- Gianrico Tedeschi: impagliatore
- Romolo Valli: Demetrio
- Milena Vukotic: Prassede

## Reconeixements
Va formar part de la selecció oficial al Festival Internacional de Cinema de Sant Sebastià 1968, però no va obtenir cap premi.